# Lake Roxburgh
Der Lake Roxburgh ist ein Stausee in der Region Otago auf der Südinsel von Neuseeland. Er entstand durch das Aufstauen des Clutha River/Mata-Au in der Nähe der Gemeinde Roxburgh.

## Geographie
Der Lake Roxburgh erstreckt sich 15 km südlich von Alexandra über eine Länge von 28,5 km im ehemaligen Flussbett des Clutha River/Mata-Au. Dunedin, die Hauptstadt von Otago liegt gut 100 km südöstlich des Sees.

## Betreiber
Betreiber des Kraftwerks und verantwortlich für den Roxburgh Dam sowie den Stausee ist die Firma Contact Energy, zweitgrößter Elektrizitätserzeuger in Neuseeland, nach Meridian Energy.

## Technische Daten
Der Stausee hatte bei seiner Inbetriebnahme eine Länge von 28,5 km und eine maximale Breite von 667 m, war bis zu 42,7 m tief und hatte ein Fassungsvermögen von rund 107 Mio. m3. Der reguläre Wasserspiegel des Sees lag bei 132 m über Seehöhe, wobei der Wasserdurchfluss zwischen 225.000 l/s., im Mittel 340.000 l/s. und in Spitzenzeiten bis zu 722.000 l/s. betrug. Das bedeutete, dass sich das Wasser des Sees in 1,7 bis 5,5 Tagen ausgetauscht haben konnte. Im normalen Betrieb schwankt der Wasserstands des Sees je nach Nutzung um bis zu 1,8 m. Seit 2009 wurde der Wasserstand des Sees um 60 cm erhöht, so dass man heute von etwas anderen Daten ausgehen muss.
Das Wasserkraftwerk des Sees bringt es mit acht Turbinen auf eine Nennleistung von 320 MW Stromerzeugung.

## Geschichte
Die Anlage des Stausees zur Stromerzeugung war seinerzeit das größte Bauprojekt, welches Neuseeland bis zu dem Zeitpunkt bewältigt hatte und das Kraftwerk mit 320 MW Leistung das zweitgrößte zum Zeitpunkt seiner Inbetriebnahme. Mit dem Bau des Staudamms wurde bereits im Jahr 1949 begonnen, doch konnte der Stausee erst im Jahr 1956 mit der Fertigstellung des Roxburgh Dam seiner Bestimmung übergeben werden. Die Inbetriebnahme bis zur maximalen Leistung und Kapazität dauerte bis 1961 weitere fünf Jahre. Im Jahr 2009 beantragte die Firma Contact Energy erfolgreich eine Erhöhung des Seespiegels um 60 cm.

## Folgen des Staudammprojekts
Doch bald zeigten sich die Nachteile des Staudammprojektes. Durch Sedimentation verflachte der Stausee zusehends, so dass Überflutungen durch extreme Regenfälle in der wenige Kilometer oberhalb des Sees gelegene Stadt Alexandra an Häufigkeit und Stärke zunahmen. Allein in den Jahren 1994 im Januar, 1995 im Dezember und 1999 im November wurde Alexandra von drei großen Fluten mit an Höhe zunehmenden Pegelständen überrascht. Man ging 2001 davon aus, dass der Lake Roxburgh durch die Ablagerungen bereits 44 % seiner ursprünglichen Speicherkapazität verloren hatte und dies als Ursache für die extremeren Überflutungen oberhalb des Sees angenommen wird. Hochwasserschutzwände bis 143,25 m Seehöhe in der Stadt und absenken des Seepegels sollen ähnlich Katastrophen in Zukunft verhindern. So wurde als Beispiel am 27. April 2010 Infolge von schweren Regenfällen der Wasserspiegel des Sees um bis zu 6 m gesenkt um die folgenden Fluten aufnehmen zu können.